# بوچ هارتمن
بوچ هارتمن (انگلیسی: Butch Hartman؛ زادهٔ ۱۰ ژانویهٔ ۱۹۶۵) یک تهیه‌کننده، صدا پیشه، بازیگر و فیلم‌نامه‌نویس اهل ایالات متحده آمریکا است. وی از سال ۱۹۸۶ میلادی تاکنون مشغول فعالیت بوده‌است.

## آثار
- یک فیلم نسبتاً عجیب و غریب
- یک کریسمس نسبتاً عجیب و غریب
- یک تابستان نسبتاً عجیب و غریب
- والدین نسبتاً عجیب و غریب
- پوکاهانتس
- دانشکده پلیس